# Alexandru Averescu
Alexandru Averescu (Ozerne, 3 aprile 1859 – Bucarest, 2 ottobre 1938) è stato un politico e generale rumeno, tre volte primo ministro della Romania: dal 9 febbraio al 15 marzo 1918, dal 19 marzo 1920 al 18 dicembre 1921 e dal 30 marzo 1926 al 4 giugno 1927.

## Biografia
Nato il 3 aprile 1859 (22 marzo secondo il calendario gregoriano), studiò in un seminario ortodosso e, dopo aver immaginato di studiare ingegneria, intraprese la carriera militare, partecipando come sergente di cavalleria alla Guerra russo-turca (1877-1878). Dal 1911 al 1913 fu capo dello Stato Maggiore dell'esercito rumeno e nel 1912 divenne Maggior Generale.
Grazie alla popolarità ottenuta durante la prima guerra mondiale per aver difeso la Moldavia, diventa un esponente di primo piano del partito popolare. Esponente del Partito del Popolo, nel 1921 viene chiamato da re Ferdinando I a formare il primo dei suoi tre governi, al quale parteciparono anche Constantin Argetoianu e Take Ionescu, che si caratterizzò per una dura repressione contro i comunisti.
Nel 1930 viene nominato Maresciallo di Romania.